# Mordstelle
Die Mordstelle ist ein Tatort in Bockau, wo am 13. April 1930 die Leipziger Studentin Elisabeth Charlotte Müller einem Sexualverbrechen zum Opfer fiel. Die Mordstelle befindet sich in Sichtweite rechts eines Forstweges hinter einem kleinen Bach in westlicher Richtung ca. 300 Meter von einem Parkplatz entfernt. Dieser liegt an der Einmündung des Lauterer Grenzflügels und des Jägerhäuser Flügels ca. 720 Meter über dem Meeresspiegel an der Straße zwischen Bockau und Jägerhaus.

## Ermordung von Elisabeth Charlotte Müller
Elisabeth Charlotte Müller (* 30. November 1906; † 13. April 1930) war die Tochter eines Leipziger Rechtsanwaltes. Die damals 23-jährige Pharmazie-Studentin war im April 1930 zur Kur im Radiumbad Oberschlema. Sie unternahm ausgedehnte Wanderungen in die weitere Umgebung, um Landschaften und Tiere zu fotografieren. Die Kurdirektion meldete am 17. April 1930, dass sie seit dem 13. April 1930 vermisst wird. Der Vater setzte eine Belohnung von 500 Reichsmark für die Auffindung aus. Am 19. April 1930 führten Gendarmerie und Beamte der Schutzpolizei eine Streife durch das Waldgebiet zwischen Bockau und Jägerhaus durch. 
Am 21. Mai 1930 wurde spekuliert, ob sie nach Karlsbad in der Tschechoslowakei entführt wurde. In der Zwickauer Polizeidirektion war in der Zwischenzeit ein anonymer Brief eingegangen, wonach der Mantel und die Handtasche in der Gepäckaufbewahrung des Chemnitzer Hauptbahnhofes liegen. Dort wurde beides gefunden. Die Polizei ging von einem Mord aus. Der Verdächtige war Willy Leischke aus Bockau. Der Korbmacher und Bauarbeiter hatte die Gepäckstücke am Chemnitzer Hauptbahnhof aufgegeben. Er stand unter Mordverdacht und wurde in Haft genommen. Selbst gab er an, mit der Tat nichts zu tun zu haben. Er sei an dem vermuteten Mordtag nicht in der Umgebung von Bockau gewesen.
Die Suche nach der Verschollenen ging im Waldgebiet zwischen Bockau und Jägerhaus weiter. Gleichzeitig wurden Vergleiche zwischen der Handschrift Leischkes und dem anonymen Brief durchgeführt. Sie ergaben eindeutig, dass Leischke den Brief geschrieben haben muss. Dieser stritt alles ab. 
Am 23. Mai 1930 wurde das Waldstück zwischen Bockau und Jägerhaus erneut und in Begleitung von Leischke abgesucht. Er führte die Beamten durch den Wald und gab keine Hinweise auf den Tatort. Ein Beamter scharrte mit dem Fuß ein Stück Moos beiseite und fand die Leiche. Leischke gestand, die Tote zwar gesehen, jedoch den Mord nicht begangen zu haben. Als Leischke einen Tag später noch einmal an diesen Ort geführt wurde, gestand er die Tat. Er hatte die Studentin in eine Schneise geführt und dort geknebelt und gewürgt, um sie am Schreien zu hindern und um sie zu vergewaltigen. Da sei sie tot zusammengebrochen. 
Die Leiche von Elisabeth Charlotte Müller wurde in einen Holzschuppen am Jägerhaus gebracht und dort seziert. Man führte Leischke zum Sektionstisch. Dort brach er zusammen. Leischke saß Mitte Juni 1930 in Untersuchungshaft in Zwickau. Er stand unter Verdacht, weitere Sittlichkeitsverbrechen begangen zu haben. Als man ihn nach Aue zu einer Gegenüberstellung brachte, wurden ihm zwei weitere versuchte Sexualdelikte nachgewiesen. Die sächsische Justiz verurteilte ihn zum Tode. Der Täter beging in der Haft Suizid, bevor das Urteil vollstreckt werden konnte.

## Errichtung des Gedenksteines
Auf Veranlassung des Vaters der Ermordeten wurde an dieser Stelle ein Gedenkstein aufgestellt. Der Tatort wird heute als Mordstelle bezeichnet. Die Inschrift auf dem Denkmal lautet: „Die Ehre stand ihr höher als das Leben“. Sie bot für lange Zeit Spielraum für viele Legenden.